# Кубок Львівської області з футболу 2021
Кубок Львівської області 2021 року проводився Львівською футбольною асоціацією серед аматорських команд Львівщини. Матчі проходили в період з 31 липня по 14 листопада 2021 року. В змаганнях взяли участь 16 команд, які виступають у Прем'єр-лізі та Першій лізі Львівської області. Серед них 10 команд — представники Прем'єр-ліги Львівщини.
У фінальному поєдинку, який відбувся у Винниках на стадіоні імені Богдана Маркевича, зустрілися дебютант кубкових фіналів клуб «Фенікс» (Підмонастир) та футбольний клуб «Миколаїв», — котрий п'ятий сезон поспіль виступає у фіналі обласного кубка.
Підмонастирський «Фенікс» з рахунком 5:4 переміг у серії 11-метрових ударів у чинного володаря трофею і вперше в історії завоював Кубок Львівщини.
Ексклюзивний кубок і золоті медалі тріумфаторам вручив Голова Львівської футбольної асоціації.
Спеціальну нагороду кращого гравця фінального матчу отримав голкіпер Футбольного Клубу «Миколаїв» Мар'ян Бурмас.

## Результати матчів кубка Львівської області
Жирним виділено клуби з Прем'єр-ліги Львівщини.
|  | ⅛ фіналу                    |                             | ¼ фіналу              |                       | ½ фіналу             |              | Фінал                |     | ПЕРЕМОЖЕЦЬ           |              |
|  |                             |                             |                       |                       |                      |              |                      |     |                      |              |
|  | СКК «Демня/Щирець»          |                             |                       |                       |                      |              |                      |     |                      |              |
|  |                             |                             | «Погонь» Львів        |                       |                      |              |                      |     |                      |              |
|  | «Погонь» Львів              | «Погонь» Львів              | 2:2 д.ч. 3:2          | 2:2 д.ч. 3:2          |                      |              |                      |     |                      |              |
|  |                             |                             |                       |                       | ФК «Куликів»         |              |                      |     |                      |              |
|  | «Рух-2» Львів               | «Рух-2» Львів               |                       |                       | 2:0                  | 2:0          |                      |     |                      |              |
|  |                             |                             | ФК «Куликів»          |                       |                      |              |                      |     |                      |              |
|  | ФК «Куликів»                | ФК «Куликів»                | 2:2 д.ч. 3:3 п.п. 4:3 | 2:2 д.ч. 3:3 п.п. 4:3 |                      |              |                      |     |                      |              |
|  |                             |                             |                       |                       |                      |              | «Фенікс» Підмонастир |     |                      |              |
|  | «Богун» Броди               | «Богун» Броди               |                       |                       |                      |              | 0:0 д.ч. 2:1         |     |                      |              |
|  |                             |                             | «Фенікс» Підмонастир  |                       |                      |              |                      |     |                      |              |
|  | «Фенікс» Підмонастир        | «Фенікс» Підмонастир        | 4:0                   | 4:0                   |                      |              |                      |     |                      |              |
|  |                             |                             |                       |                       | «Фенікс» Підмонастир |              |                      |     |                      |              |
|  | ФК «Мостиська»              | ФК «Мостиська»              |                       |                       | 1:1 д.ч. 3:1         | 1:1 д.ч. 3:1 |                      |     |                      |              |
|  |                             |                             | «Скала 1911» Стрий    |                       |                      |              |                      |     |                      |              |
|  | ФК «Скала 1911» Стрий       | ФК «Скала 1911» Стрий       | 2:1                   | 2:1                   |                      |              |                      |     |                      |              |
|  |                             |                             |                       |                       |                      |              |                      |     | «Фенікс» Підмонастир |              |
|  | «Легінь» Брюховичі          | «Легінь» Брюховичі          |                       |                       |                      |              |                      |     | 1:1 п.п. 5:4         | 1:1 п.п. 5:4 |
|  |                             |                             | ФК «Миколаїв»         |                       |                      |              |                      |     |                      |              |
|  | ФК «Миколаїв»               | ФК «Миколаїв»               | 4:2                   | 4:2                   |                      |              |                      |     |                      |              |
|  |                             |                             |                       |                       | ФК «Миколаїв»        |              |                      |     |                      |              |
|  | ДЮШ ФК «Львів»              | ДЮШ ФК «Львів»              |                       |                       | 4:0                  | 4:0          |                      |     |                      |              |
|  |                             |                             | ДЮШ ФК «Львів»        |                       |                      |              |                      |     |                      |              |
|  | «Темп» Відники/Зубра        | «Темп» Відники/Зубра        | 2:2 п.п.4:3           | 2:2 п.п.4:3           |                      |              |                      |     |                      |              |
|  |                             |                             |                       |                       |                      |              | ФК «Миколаїв»        |     |                      |              |
|  | «Лео Кераміка» Львів        | «Лео Кераміка» Львів        |                       |                       |                      |              | 4:2                  | 4:2 |                      |              |
|  |                             |                             | «Юність» В./Н.Білка   |                       |                      |              |                      |     |                      |              |
|  | «Юність» Верхня/Нижня Білка | «Юність» Верхня/Нижня Білка | 7:1                   | 7:1                   |                      |              |                      |     |                      |              |
|  |                             |                             |                       |                       | «Юність» В./Н.Білка  |              |                      |     |                      |              |
|  | ФСК «Яворів»                | ФСК «Яворів»                |                       |                       | 5:1                  | 5:1          |                      |     |                      |              |
|  |                             |                             | ФСК «Яворів»          |                       |                      |              |                      |     |                      |              |
|  | «Корміл» Давидів            | «Корміл» Давидів            | 1:1 д.ч. 2:2 п.п. 4:3 | 1:1 д.ч. 2:2 п.п. 4:3 |                      |              |                      |     |                      |              |

Джерело:

### Фінал
Арбітр: Олександр Шандор.
Помічники арбітра: Юрій Суряк, Ростислав Якимик.
Резервний арбітр: Василь Файда.
 Резервний асистент арбітра: Андрій Смольський.
 Спостерігач арбітражу: Юрій Можаровський.
 Делегат матчу: Володимир Гевко

#### Склад команд
«Фенікс» Підмонастир: Литвин Назар, Ощипко Ігор, Бариляк Руслан, Радюк Тарас (Деревльов Костянтин,  85'), Цень Роман, Багдай Роман, Янчак Вадим (Гриб Андрій,  80'), Борик Андрій (Полюга Віталій,  105+1'), Протасенко Андрій (Репета Юрій,  46'), Фещук Максим, Гнатів Роман (Бабатунде Адель Саліу,  100').
Головний тренер: Андрій Чіх.
ФК «Миколаїв» : Бурмас Мар'ян, Заваляк Володимир, Гурський Андрій, Коваль Григорій (Дзюрах Роман,  73'), Сагайдак Андрій, Федорів Володимир (Грица Ярослав,  69'); Ткач Назар,  112'), Оленич Андрій (Федина Іван,  105+1'), Зубар Святослав (Бідний Мирон,  90+4'), Клим Богдан, Юськевич Іван (Давидяк Мар'ян,  120'), Балух Ігор (Синишин Ігор,  62').
Головний тренер: Василь Малик.

#### Статистика матчу
Голи:  55' Репета Юрій; —  29 з пен.' Балух Ігор.
Попередження:  28' Протасенко Андрій;  28' Бариляк Руслан;  38' Радюк Тарас;  46' Янчак Вадим;  57' Гнатів Роман;  90+3' Репета Юрій; —  9' Клим Богдан;  31' Зубар Святослав;  69' Коваль Григорій;  80' Сагайдак Андрій;  90' Юськевич Іван;  107' Грица Ярослав;  120' Бурмас Мар'ян;
Вилучення:  9', 40' Клим Богдан.
| «Фенікс» Підмонастир                                                                                            | 5:4 | ФК «Миколаїв»                                                                                              |
| Максим Фещук · Руслан Бариляк · Роман Багдай · Костянтин Деревльов · Ігор Ощипко · Андрій Гриб · Віталій Полюга |     | Іван Федина · Роман Дзюрах · Назар Ткач · Мар'ян Давидяк · Ігор Синишин · Заваляк Володимир · Мирон Бідний |